# 胡达 (僧王)

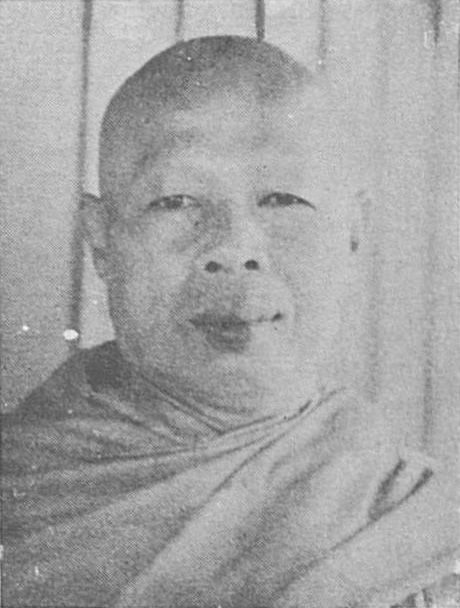
胡达

胡达（Hout Tat，1893年2月1日—1975年），法名金刚智（Vajirapañño），柬埔寨僧侣。
胡达出生在磅士卑省乌栋县，13岁时出家为僧。1969年尊纳圆寂后，他继任柬埔寨的大宗派僧王职位。
1975年4月17日，红色高棉占领金边，胡达即所有僧侣都被要求离开城市。此日，胡达被用小轿车押往乌栋，在那里他遭到辱骂和殴打，随后被处决。他的塑像被抛入湄公河。
红色高棉大屠杀期间，超过25000名僧侣被处决，1968座佛教寺院被摧毁。因为红色高棉反对一切宗教，僧王职位在他死后被废除，直到1981年才由狄旺继承其大宗派僧王的职位。